# Hans-Joachim Weyland
Hans-Joachim Weyland (né le 29 septembre 1929 à Oberhausen et mort en 2001) est un ancien arbitre allemand de football.

## Carrière
Il a officié dans des compétitions majeures  :
- Supercoupe de l'UEFA 1972 (match retour)
- Coupe d'Allemagne de football 1973-1974 (finale)
- Coupe du monde de football de 1974 (1 match)